# Aeroporto Internacional de Samara-Kurumoch
O Aeroporto Internacional de Samara-Kurumoch (em russo: Международный аэропорт «Курумоч») (IATA: KUF, ICAO: UWWW) é um aeroporto internacional localizado na cidade de Kurumoch, e serve principalmente a cidade de Samara, na Rússia, sendo o 11º aeroporto mais movimentado do país.